# マリー・フォン・ヴュルテンベルク (1816-1887)
マリー・フリーデリケ・シャルロッテ・フォン・ヴュルテンベルク（Marie Friederike Charlotte Prinzessin von Württemberg, 1816年10月30日  - 1887年1月4日）は、ドイツ・ヴュルテンベルク王国の王族。ヴュルテンベルク王ヴィルヘルム1世と、その2番目の妻でロシア皇帝パーヴェル1世の娘であるエカテリーナ・パヴロヴナの間の第1子、長女。ヴュルテンベルク王女（Prinzessin von Württemberg）、結婚によりナイペルク伯爵夫人（Gräfin von Neipperg）の称号を有した。
1840年3月19日にシュトゥットガルトにおいて、ヴュルテンベルク王国のシュタンデスヘル家門の1つ、ナイペルク伯爵家の家長アルフレート・フォン・ナイペルク（Alfred von Neipperg）と結婚した。アルフレートは、父アダム（パルマ女公マリア・ルイーザの2度目の夫）が最初の妻との間にもうけた長男であった。夫は最初の妻ヨゼフィーナ（Josefina Grisoni）と死別しており、この結婚は再婚であった。伯爵夫妻の間には子供が無く、ナイペルク家の家督は夫の弟エルヴィン（Erwin von Neipperg）が相続した。